# Ashleigh McIvor
Ashleigh McIvor (Whistler, 15 de septiembre de 1983) es una deportista canadiense que compitió en esquí acrobático, especialista en la prueba de campo a través.
Participó en los Juegos Olímpicos de Vancouver 2010, obteniendo una medalla de oro en el campo a través.
Ganó una medalla de oro en el Campeonato Mundial de Esquí Acrobático de 2009. Adicionalmente, consiguió una medalla de plata en los X Games de Invierno.

## Medallero internacional
| Juegos Olímpicos   | Juegos Olímpicos   | Juegos Olímpicos | Juegos Olímpicos |
| Año                | Lugar              | Medalla          | Prueba           |
| ------------------ | ------------------ | ---------------- | ---------------- |
| 2010               | Vancouver (Canadá) | Medalla de oro   | Campo a través   |
| Campeonato Mundial |                    |                  |                  |
| Año                | Lugar              | Medalla          | Prueba           |
| 2009               | Inawashiro (Japón) | Medalla de oro   | Campo a través   |

| X Games de Invierno | X Games de Invierno    | X Games de Invierno | X Games de Invierno |
| Año                 | Lugar                  | Medalla             | Prueba              |
| ------------------- | ---------------------- | ------------------- | ------------------- |
| 2010                | Aspen (Estados Unidos) | Medalla de plata    | Campo a través      |